# Zyginella
Zyginella — рід цикадок із ряду клопів.

## Опис
Цикадки довжиною близько 3—4 мм. Стрункі, яскраво і контрастно забарвлені. Тім'я помірно виступає вперед, обличчя сплощене. У СРСР 3 види.

## Систематика
У складі роду:
- Zyginella albifrons Horváth, 1897
- Zyginella pulchra Löw, 1885